# Institut Max-Planck de biologie du vieillissement
L'Institut Max-Planck de la biologie du vieillissement, fondé en 2008, est l'un des plus de 80 instituts indépendants mis en place sous l'égide de la Société Max-Planck pour le développement des sciences. L'objectif général de la recherche qui y est menée est d'obtenir des aperçus fondamentaux sur le processus du vieillissement et ainsi à ouvrir la voie vers un vieillissement sain chez les humains. À cet effet, une équipe de recherche internationale issue de près de 30 pays travaille à découvrir les mécanismes moléculaires, physiologiques et évolutifs sous-jacents.

## Affiliations
Situé sur le campus de l'hôpital universitaire de Cologne, cet établissement forme une partie substantielle d'un ensemble d'organismes dédiés aux sciences de la vie axées sur la recherche sur le vieillissement et les maladies associées à la vieillesse. L'Institut Max-Planck de recherche en métabolisme, le pôle d'excellence CECAD (également situé à Cologne) ainsi que le Centre allemand pour les maladies neurodégénératives et le Centre de recherche CAESAR (Center of Advanced European Study and Research - en français, Centre européen d'étude et de recherche avancées) (situé à Bonn) font partie de ce réseau.

## Espèces et recherche sur le vieillissement
De concert avec leurs partenaires régionaux, nationaux et internationaux, tels que l'Institut européen de recherche sur la biologie du vieillissement, les chercheurs de l'Institut Max-Planck pour la biologie du vieillissement  explorent comment vieillissent les cellules tout au long de leur vie, les gènes impliqués dans ce processus et dans quelle mesure les facteurs environnementaux jouent un rôle. Pour ce faire, l'étude de diverses espèces animales sont à l'honneur telles la souris Mus musculus, la mouche des fruits Drosophila melanogaster et le ver Caenorhabditis elegans connues pour leur espérance de vie relativement courte ce qui les rend particulièrement adaptées pour ce type recherche. D'autres organismes tels l'espèce de poisson Nothobranchius furzeri et la levure Saccharomyces cerevisiae sont en cours d'utilisation.
Depuis le début des travaux de recherche, en 2008, Adam Antébi (É.-U.), Nils-Göran Larsson (Suède) et Linda Partridge (R.-U.) dirigent conjointement l'institut.
La première pierre des nouveaux locaux de recherche a été posée en 2010 et le bâtiment a été inauguré en 2013.

## Départements
L'Institut Max-Planck pour la biologie du vieillissement compte trois départements :
- Génétique moléculaire du vieillissement (Adam Antébi)
- Biologie mitochondriale (Nils-Göran Larsson)
- Mécanismes biologiques du vieillissement (Linda Partridge)

## Groupes de recherche
On y retrouve les groupes de recherche suivants qui y sont affiliés :
- Biologie de l'ARN et vieillissement (Christoph Dieterich / Groupe de recherche)
- Effecteurs et le règlement de l'autophagie au cours du vieillissement (Martin Graef / Groupe de recherche Max-Planck)
- Protéomique des modifications post-traductionnelles (Ivan Matic / Groupe de recherche CECAD)
- Mutations mitochondriales co-évolution du génome (Jim Stewart) / Groupe de recherche)
- Chromatine et vieillissement (Peter Tessarz / Groupe de recherche Max Planck)
- Biologie évolutive et expérimentale du vieillissement (Dario Riccardo Valenzano / Groupe de recherche Max-Planck )
- Homéostasie et vieillissement de la peau (Sara Wickström / Groupe de recherche Max Planck)[2]